# Wierzchnia (gmina)
Wierzchnia – dawna gmina wiejska w powiecie kałuskim województwa stanisławowskiego II Rzeczypospolitej. Siedzibą gminy była Wierzchnia.
Gminę utworzono 1 sierpnia 1934 r. w ramach reformy na podstawie ustawy scaleniowej z dotychczasowych gmin wiejskich: Bołochów, Humenów, Mościska, Stańkowa, Wierzchnia, Zawadka i Zbora.
Po II wojnie światowej obszar gminy znalazł się w ZSRR.